# 1878 au Québec
Cet article traite des événements survenus en 1878 au Québec. 

## Événements

### Janvier
- 17 janvier : la troisième session de la 3e législature reprend ses travaux[1].
- 26 janvier : environ 2 000 personnes manifestent à Montréal contre le projet de loi obligeant la ville à payer sa part dans la construction du Québec, Montréal, Ottawa et Occidental (le chemin de fer de la rive nord). La métropole ne veut plus la payer depuis qu'elle a appris que la voie ferrée passera par Terrebonne au lieu d'entrer dans l'île[2].
- 31 janvier : 
  - le maire de Montréal, Jean-Louis Beaudry, s'oppose officiellement au projet de loi Angers sur les subventions des municipalités à la construction du Québec, Montréal, Ottawa et Occidental[3];
  - dans son discours du budget, le trésorier Levi Ruggles Church annonce de nouveaux impôts pour solder la construction des chemins de fer. Le déficit anticipé est de 610 000 $[4].

### Février
- 6 février : quelques centaines de personnes manifestent devant l'Hôtel du Parlement de la côte de la Montagne, protestant contre le projet de loi parrainé par le procureur général Auguste-Réal Angers qui obligerait plusieurs municipalités à payer leurs contributions sur la construction du chemin de fer de la rive nord. Certaines d'entre elles parviennent à casser quelques fenêtres de l'immeuble avant d'être refoulées[1].
- 20 février : la loi Angers est adoptée à l'Assemblée législative par 39 voix contre 22[5].
- 26 février : s'opposant à la loi Angers, qui empêche les municipalités à avoir recours à des procédures judiciaires, le lieutenant-gouverneur Luc Letellier de Saint-Just demande au premier ministre De Boucherville des explications car il la juge inconstitutionnelle[6].

### Mars
- 2 mars : Luc Letellier de Saint-Just décide finalement de ne pas sanctionner la loi Angers. Jugeant que le gouvernement De Boucherville a empiété sur le domaine judiciaire, il le destitue et demande au chef libéral Henri-Gustave Joly de Lotbinière de former le nouveau gouvernement[1].
- 4 mars : Jean-Louis Beaudry est réélu à la mairie de Montréal.
- 8 mars : le cabinet Joly de Lotbinière est assermenté. Félix-Gabriel Marchand est secrétaire provincial, François Langelier commissaire des Terres de la Couronne et le fils de l'ancien premier ministre Pierre-Joseph-Olivier Chauveau, Alexandre, solliciteur général. Pour la première fois, un francophone, Pierre Bachand, est nommé à la trésorerie[7].
- 9 mars : la session est prorogée.
- 10 mars : lors d'un discours à Lévis, le nouveau chef conservateur, Joseph-Adolphe Chapleau, déclare se poser des questions sur le geste du lieutenant-gouverneur qu'il juge anti-démocratique[8].
- 11 mars : inauguration du nouvel hôtel de ville de Montréal[9].
- 23 mars : Joly de Lotbinière annonce des élections générales pour le 1er mai.

### Avril
- 11 avril : à Ottawa, le chef conservateur John A. Macdonald présente une motion blâmant le geste du lieutenant-gouverneur. La motion est battue 112 voix contre 70[10].

### Mai
- 1er mai : l'élection générale se traduit par un match nul. Le Parti libéral obtient 32 députés et 32 % des voix, le Parti conservateur 32 députés et 33 % des voix. Joly de Lotbinière décide de rester en place[11].
- 6 mai : Robert Chambers succède à Owen Murphy à la mairie de Québec.
- 16 mai : une première démonstration de l'éclairage à l'électricité est effectué au Champ-de-Mars à Montréal[9].

(Voir Électricité au Québec)
- 23 mai : les restes du premier évêque de Québec, François de Laval, sont transférés de la chapelle du Séminaire de Québec à celle des Ursulines lors d'une grande cérémonie[12].
- 25 mai : les tailleurs de pierre travaillant à la construction du nouvel hôtel du Parlement se mettent en grève lorsqu'ils apprennent que leur employeur a baissé leurs salaires et engagé des ouvriers spécialisés venus de Montréal[13].

### Juin
- 3 juin : des briseurs de grève venus de Trois-Rivières et de Montréal sont engagés pour remplacer les ouvriers en grève sur les chantiers de construction de l'hôtel du Parlement. Ils sont pris à partie par les grévistes[14].
- 4 juin : ouverture de la première session de la 4e législature. Arthur Turcotte devient orateur de la Chambre. Joseph-Adolphe Chapleau est chef de l'opposition[1].
- 12 juin : la milice doit intervenir pour réprimer une émeute menée par les grévistes à Québec. L'escarmouche se termine par la mort de 2 manifestants[15].
- 18 juin : le discours du budget de Pierre Bachand annonce des dépenses de 2 314 000 $ pour l'année en cours[16].
- 22 juin : le gouverneur général, Lord Dufferin, visite Québec[1].

### Juillet
- 12 juillet : un décret du maire Beaudry rend illégal une procession orangiste à Montréal. À l'Assemblée législative, un projet de loi en ce sens parrainé au début du mois par Louis-Olivier Taillon avait été jugé irrecevable par le gouvernement[17].
- 17 juillet : l'Assemblée législative adopte un projet de loi abolissant le Conseil législatif. Pour être en vigueur, il a cependant besoin d'être avalisé par le Conseil lui-même qui le rejette[1].
- 19 juillet : un vote de non confiance proposé par Chapleau est rejeté de justesse par l'Assemblée législative[18].
- 20 juillet : la session est prorogée.

### Août
- 17 août : le premier ministre canadien Alexander Mackenzie annonce des élections générales pour le 17 septembre.

### Septembre
- 17 septembre : le Parti conservateur de John A. Macdonald remporte l'élection fédérale avec 137 candidats élus contre 71 pour le Parti libéral. Au Québec, le score est de 45 conservateurs et 20 libéraux[19].

### Novembre
- 21 novembre : le nouveau ministre fédéral des Postes, Hector-Louis Langevin remporte sans opposition l'élection partielle fédérale de Trois-Rivières à la suite de la démission de William McDougall.
- 25 novembre : le marquis de Lorne succède à Lord Dufferin comme gouverneur général du Canada[20].

### Décembre
- 19 décembre : la construction du chemin de fer Sherbrooke-Sainte-Marie-de-Beauce se termine[21].

## Naissances
- 2 janvier - Beaudry Leman (ingénieur, homme politique et banquier) († 9 avril 1951)
- 13 janvier - Lionel Groulx (personnalité religieuse et historien) († 23 mai 1967)
- 18 janvier - Irma Levasseur (première femme médecin québécoise) († 5 janvier 1964)
- 19 mai - Alfred Laliberté (sculpteur) († 13 janvier 1953)
- 7 octobre - Paul-Émile Rochon (médecin) († 11 mars 1966)

## Décès
- 23 février - William Workman (ancien maire de Montréal) (º mai 1807)
- 12 avril - John Young (homme d'affaires) (º 11 mars 1811)
- 3 novembre - Pierre Bachand (politicien) (º 22 mars 1835)
- 3 décembre - Michael Cayley (politicien) (º 15 mai 1842)
- 7 décembre - Jean-Baptiste Meilleur (homme de lettres) (º 8 mai 1796)